# Olio paglierino
L'olio paglierino è un olio di colore giallo chiaro, paglierino, di origine vegetale o sintetica, trasparente ed adatto per lucidare e nutrire i mobili, le suppellettili, le perlinature, le porte ed ogni altro serramento purché di legno posto all'interno.
Infatti penetra facilmente nelle fibre del legno e le ravviva.
Chimicamente è una miscela di alchilobenzoli liquidi sintetici denaturati. Le sostanze contenute sono da considerarsi pericolose ai sensi della Direttiva 67/548/CEE. Non è pericoloso, non è infiammabile, ma è combustibile.
L'olio paglierino non è velenoso,  essicca senza lasciare patine sulle superfici trattate:  si presta pertanto bene al restauro dei mobili di antiquariato.
Nella lucidatura dei mobili viene usato anche, in piccole quantità, per far scorrere il tampone o stoppaccio sulle superfici che vengono lucidate a spirito, cioè con gommalacca sciolta nell'alcool etilico o metilico.
Assieme ad alcool ed essenza di trementina va a formare la soluzione triplice per la pulitura dei mobili d'epoca senza eliminare la patina.  Viene impiegato anche per scurire il legno e per ravvivarlo se sfibrato: il legno trattato assume toni caldi e piacevoli. L'oliatura una volta data, non è reversibile.